# Isle (Minnesota)
Pour les articles homonymes, voir Isle.
La ville américaine de Isle est située dans le comté de Mille Lacs, dans l’État du Minnesota. Lors du recensement de 2010, sa population s’élevait à 751 habitants.

## Démographie
| Groupe            | Isle | Minnesota | États-Unis |
| ----------------- | ---- | --------- | ---------- |
| Blancs            | 73,8 | 85,3      | 72,4       |
| Amérindiens       | 22,6 | 1,1       | 0,9        |
| Métis             | 2,7  | 2,4       | 2,9        |
| Autres            | 0,8  | 7,2       | 19,0       |
| Asiatiques        | 0,1  | 4,0       | 4,8        |
| Total             | 100  | 100       | 100        |
|                   |      |           |            |
| Latino-Américains | 3,1  | 4,7       | 16,7       |

Selon l'American Community Survey, pour la période 2011-2015, 94,74 % de la population âgée de plus de 5 ans déclare parler anglais à la maison, alors que 3,19 % déclare parler l'ojibwé, 1,11 % l'espagnol et 0,97 % une autre langue.